# East African Currency Board

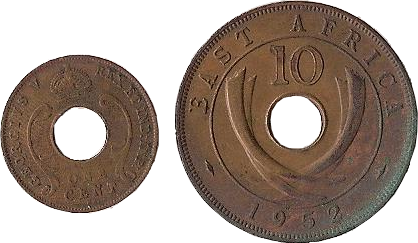
Chelín de África Oriental, 1 céntimo y 10 monedas de céntimo (1952)

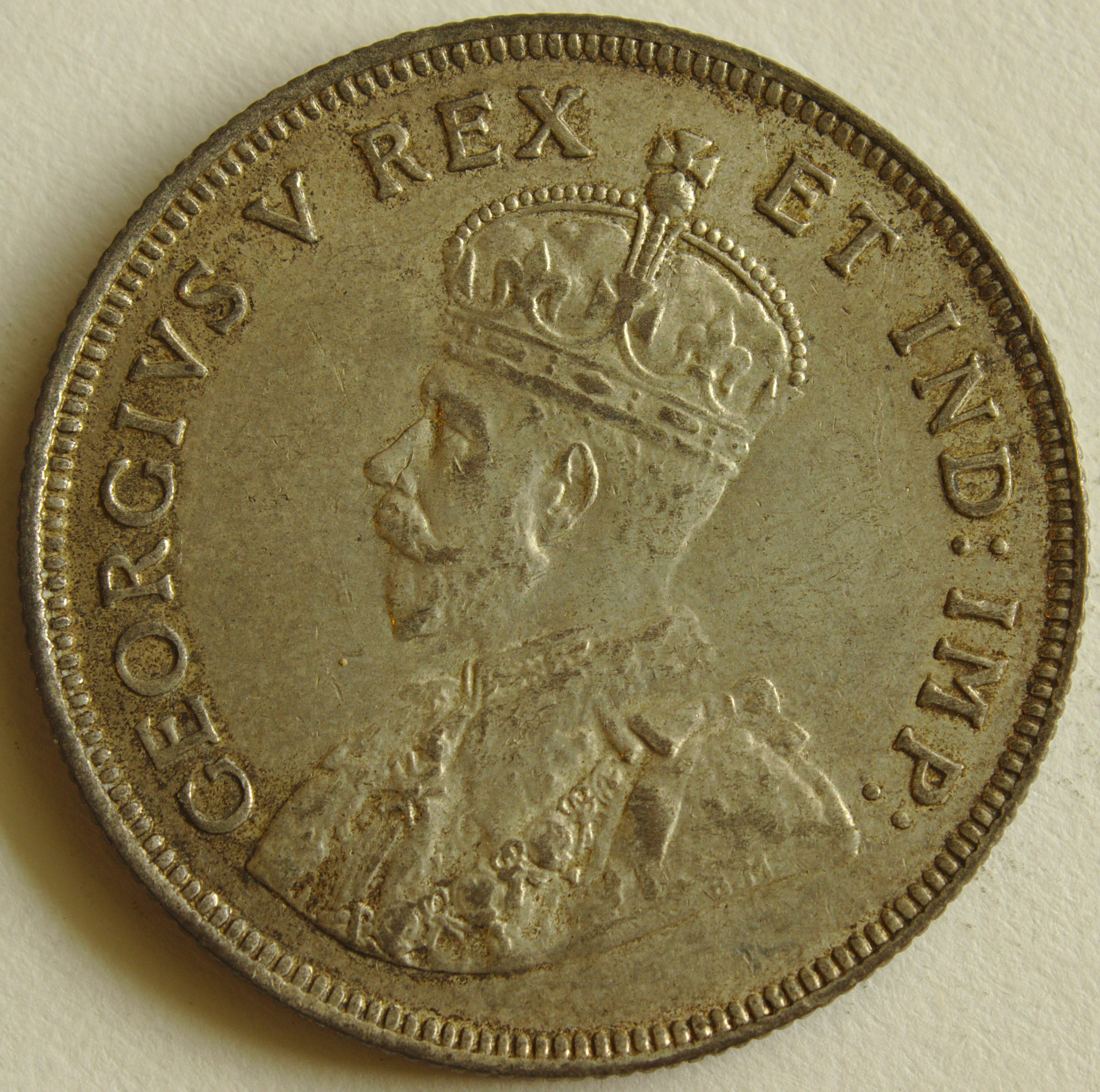
1925 chelín de África Oriental, anverso

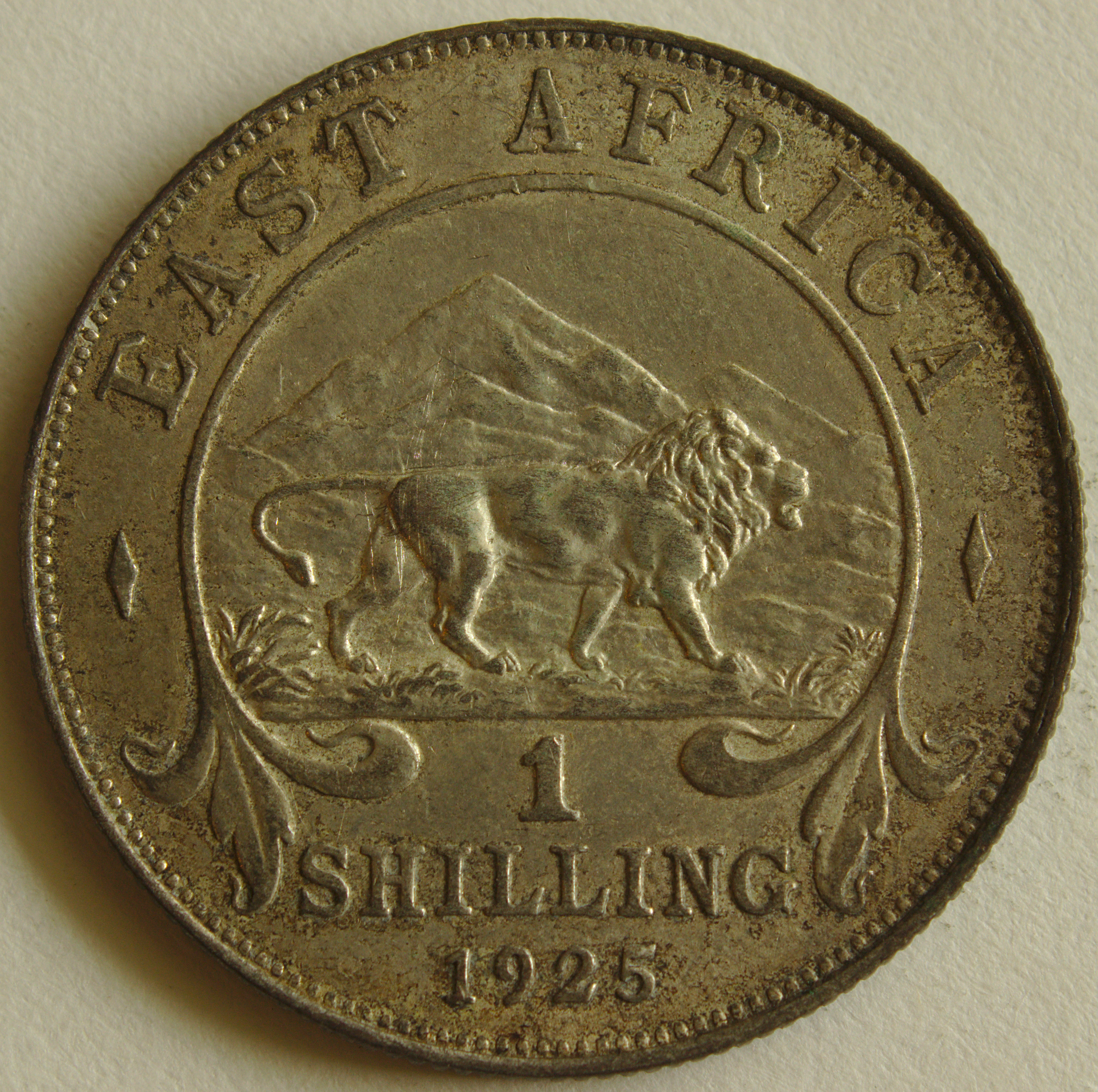
1925 chelín de África Oriental, revés

La East African Currency Board o EACB (literalmente «Junta Monetaria de África Oriental») suministraba y supervisaba la moneda de las colonias británicas en la África Oriental Británica de 1919 a 1966. Fue establecido después de que Gran Bretaña tomase el control de la Tanzania continental de Alemania al final de la Primera Guerra Mundial, y originalmente supervisaba los territorios de Uganda, Kenia, y Tanzania (excluyendo Zanzíbar). Zanzíbar se unió a la unión monetaria en 1936. Durante la mayoría de su existencia, su función principal era la de mantener la paridad del chelín local con el chelín del Reino Unido. Esto se consiguió asegurando que la moneda local estaba adecuadamente respaldada por activos en libras esterlinas. Tenía su sede en 4 Millbank, Londres SW1, antiguas oficinas de The Crown Agents. La junta fue reemplazada por los bancos centrales independientes de Uganda, Kenia y Tanzania en 1966.